# Ламберсар
Ламберсар (фр. Lambersart) град је у Француској, у департману Север.
По подацима из 1999. године број становника у месту је био 28.131.

## Демографија
| 1962.  | 1968.  | 1975.  | 1982.  | 1990.  | 1999.  | 2011.  |
| ------ | ------ | ------ | ------ | ------ | ------ | ------ |
| 21.807 | 26.833 | 29.614 | 28.494 | 28.275 | 28.131 | 28.581 |